# Ortutay Jenő
Ortutay Jenő (Tarna, 1889. május 3. – Abez-láger, Szovjetunió, 1950. december 24.) görögkatolikus kanonok, szentszéki tanácsos, magyar országgyűlési képviselő. 1928-tól 1938-ig Beregszász városbírója (polgármestere) volt. 1945-ben a szovjet hatóságok 10 év kényszermunkára ítélték, a lágerben halt meg.

## Családja, tanulmányai
Édesapja Ortutay István I. görögkatolikus pap, édesanyja Dudinszky Mária. Testvérei Ortutay Miklós II., Ortutay Anna, Ortutay Jolán, Ortutay Magda, Ortutay Sarolta, Ortutay Sándor II., Ortutay Gyula, Ortutay István II., Ortutay János, Ortutay Pál, Ortutay Tivadar, Ortutay Mária, Ortutay Erászt László.
Ungváron volt gimnazista, ezután teológiát tanult ugyancsak Ungváron, majd Budapesten.
Felesége: Papp Ilona, gyermekeik Ortutay Angyalka, Ortutay Elemér, Ortutay Béla I.

## Papi munkássága
Papp Antal munkácsi görögkatolikus püspök szentelte pappá 1912. december 22-én. A következő évben a Zemplén megyei Cséke községben szolgált segédlelkészként. 1914–15-ben Beregpapfalván volt lelkész, majd három évig az ungvári püspöki székesegyház segédlelkészi és hitszónoki tevékenységet folytatott. 1918. július 1-től 1919. december 31-ig parókus volt Ökörmezőn.
1919-ben, a trianoni békeszerződés után, amikor Kárpátalját Csehszlovákiához csatolták, a cseh katonák halálosan megfenyegették, fogságba vetették, majd internálták. 1920. január 1-jétől a románok által megszállt Kövesligetre nevezték ki, ahol 1925. március 1-ig működött. Ott összeütközésbe került a környéken megerősödött pravoszláv mozgalommal, ami addig fajult, hogy 1923 januárjában az életére is törtek. A görögkatolikus egyház megmaradásáért vívott küzdelméért, a magyar nyelvű istentisztelet és iskola megőrzéséért Papp Antal megyés püspök 1923-ban tiszteletbeli esperessé nevezte ki.
1925-ben Beregszászba került, ahol aktívan részt vett a katolikus hitéletben és közreműködött a város társadalmi-kulturális életének vezetésében. Lelkipásztori tevékenysége elismeréseként Gépe Péter püspök 1925-ben beregszászi kerületi esperessé, majd 1929-től szentszéki tanácsossá nevezte ki. 1935-ben Sztojka Sándor püspök odaadó lelkipásztori munkájáért tiszteletbeli főesperes címmel tüntette ki, 1945-ben ungvár-ceholnyai parókusnak és ungvári kerületi esperesnek nevezte ki.

## Társadalmi tevékenysége

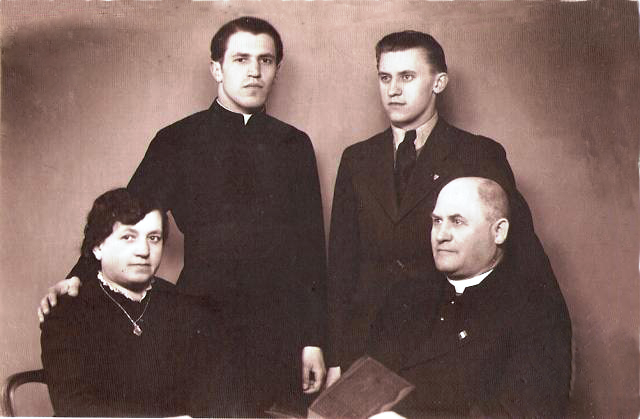
Ortutay Jenő családja körében (1940-es évek)

Beregszászban a Katolikus Legényegylet védnöke és a Keresztény Szocialista Párt női szakosztályának díszelnöke volt. Az 1927-es helyi választás során az általa alapított Katolikus Községi Párt élén, majd a választások megismétlésekor az 1928-as általános községi választások alkalmával a Keresztény Szocialista Párttal együttműködve negyedmagával mandátumhoz jutott a városi képviselő testületben, amely városbíróvá (polgármesterré) választotta egyhangú szavazással. Ezt a tisztséget tíz éven át viselte.
1930-ban Kárpáti Figyelő címmel lapot indított a magyar nyelvű katolikusok részére, de a cseh hatóságok hamarosan betiltották.
1935 májusában a Keresztényszocialista Párt kárpátaljai tartományi képviselője, 1938 nyárutóján a Magyar Nemzeti Tanács elnöke lett. 1937. szeptember 5-én felszólalt az Egyesült Magyar Párt (a volt Magyar Nemzeti Párt és a Keresztényszocialista Párt) országos gyűlésén:

„Az osztályharc semmi jót nem eredményezhet, legfeljebb csak az egyik vagy a másik osztály kerekedik felül és jut némi előnyhöz időszerűleg. Már pedig ez nem az igazi szocializmus, amely csak a társadalom egyik, vagy másik osztályát juttatja gazdasági, vagy szellemi előnyökhöz. Ha pedig egy osztály győz, akár a kommunizmust, akár a nemzeti szocializmust nézzük, ott a győzedelmes osztály korlátlanul rendelkezik minden joggal és szabadsággal, a többi osztályokat pedig saját érdekeinek szolgálatába kényszeríti vagy pedig kíméletlenül elnyomja. Ez igazán nem lehet szociális eszménye senkinek!”

1938-ban, amikor az első bécsi döntés értelmében Magyarország visszakapta Csehszlovákiától Beregszászt, a cseh csapatok kivonulásakor igyekezett megvédeni a polgárokat a cseh terror erőszakoskodásaitól. 1938. november 9-én a Beregszászba bevonuló magyar csapatokat Fekésházy Zoltán későbbi alispánnal együtt ő köszöntötte, majd a városi nemzeti tanács elnökeként részt vett a konszolidációs munkában. Sokat tett Kárpátalja ruszin nyelvű népességének jogaiért. 1938 novemberétől 1944 novemberéig a Magyar Országgyűlésbe behívott képviselője mint tartománygyűlési képviselő. 1942-ben Nemzetvédelmi Kereszttel tüntették ki.

## Letartóztatása, fogsága és halála
1945-ben a szovjet hatóságok letartóztatták és koholt vádak alapján 10 évi javító munkatáborra, 5 évi polgári jogfosztásra és vagyonelkobzásra ítélték. 1950. december 24-én Ábezben (akkori Komi Autonóm Köztársaság, ma Oroszország) halt meg. Sírját mindössze egy L-36 feliratú fatábla jelzi.
Fiát, dr. Ortutay Elemért, az ungvári papi szeminárium teológiai tanárát, szintén kényszermunkára ítélték, de ő 1956-ban kiszabadult.